# Робинсон, Джордж Фредерик, 1-й маркиз Рипон
Джордж Фредерик Сэмюэль Робинсон, 1-й маркиз Рипон (англ. George Frederick Samuel Robinson, 1st Marquess of Ripon; 24 октября 1827, Лондон — 9 июля 1909, Йоркшир) — британский политик, государственный деятель и дипломат.

## Биография
Джордж Фредерик Сэмюэль Робинсон Рипон родился в 1827 году в Лондоне, он был вторым сыном премьер-министра Фредерика Джона Робинсона, виконта Годерика.
После избрания в палату общин, Джордж Робинсон примкнул к либеральной партии Великобритании.

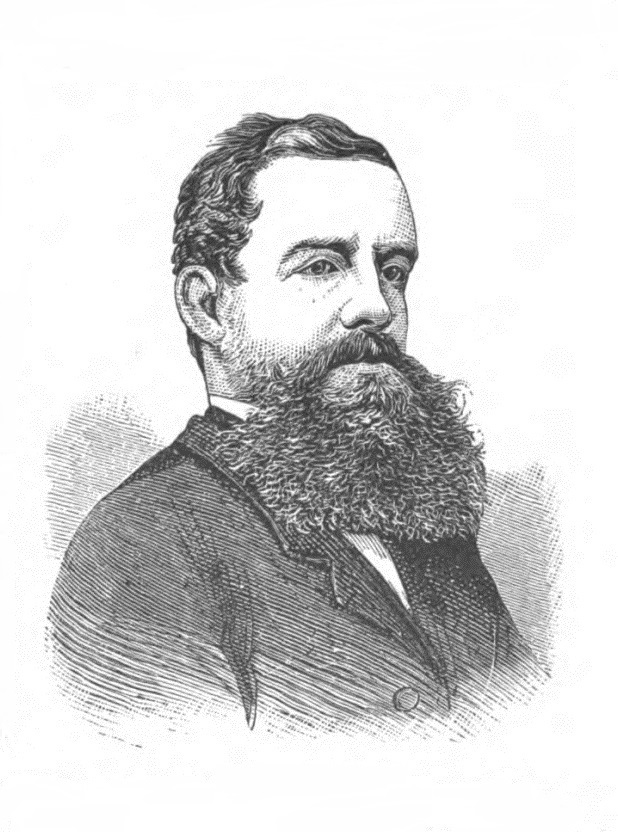
Д. Ф. Робинсон

После смерти отца унаследовал его место в Палате лордов и титул графа Рипона, позже присоединил к нему титул графа де Грея.
8 апреля 1851 года Робинсон женился на своей кузине Генриетте Энн Теодосии Вайнер. От этого брака двое детей: сын — Оливер Фредерик и дочь — Мария Сара.
С 1863 по 1866 год был сначала военным министром, потом министром по делам Индии.
В первом кабинете министров Уильяма Юарта Гладстона граф Рипон занимал должность президента тайного совета.
В 1871 году был членом третейского суда по алабамскому делу и 23 июня того же года получил титул маркиза за успешное его завершение и предотвращения возможной войны с США.
С 1880 по 1884 год был генерал-губернатором (вице-королём) Индии.
В последующих либеральных кабинетах маркиз Рипон участвовал как первый лорд адмиралтейства и как министр колоний.
В 1874 году перешёл в римский католицизм, что и вызвало оставление должности великого мастера английского масонства..
В 1885 году, после одного из сражений так называемой «Большой игры», лорд Рипон был сторонником жёсткого ответа Российской империи, но дипломатам удалось замять конфликт сторон, провести разграничение зон влияния между империями, и Кушка стала самой южной точкой экспансии России в Среднюю Азию.
С 1905 по 1908 год маркиз Рипон был лордом-хранителем Малой печати и спикером британской Палаты лордов.
Джордж Фредерик Сэмюэль Робинсон, лорд Рипон скончался 9 июля 1909 года в Северном Йоркшире.